# Galija (brod)
 Ovo je glavno značenje pojma Galija (brod). Za druga značenja pogledajte Galija.
Galija (grčki γαλέα - galea) antički je brod kojeg su pokretali veslači, a koristio se za ratovanje i trgovinu. Poznati izvori o uporabi vesala potječu iz vremena egipatskog Starog Kraljevstva. Mnoge su galije imale jarbole i jedra kako bi ih koristile kada su vjetrovi bili povoljni.
Razni tipovi galija dominirali su u pomorskom ratovanju na Sredozemnom moru od Homerovog vremena do razvoja učinkovite mornaričke topničke vještine oko 15. i 16. stoljeća. Galije su se borile u ratovima stare Perzije, Grčke, Kartage i Rima sve do 4. stoljeća. Nakon pada Rimskog Carstva, galije su se manje koristile u bizantskoj mornarici i ostalim nasljednicama Rimskog Carstva, te novim muslimanskim državama. Srednjovjekovne mediteranske države, posebice talijanske primorske republike uključujući Mletke, Pisu i Genovu, koristile su galije sve dok ih oceanski bojni brod nije učinio zastarjelima. Bitka kod Lepanta (1571.) bila je jedna od najvećih pomorskih bitaka u kojima su galije odigrale najvažniju ulogu. Galije su se nastavile koristiti kao glavna pomorska sila sve do uvođenja širokotrupnih ratnih brodova s jedrima na Mediteranu u 17. stoljeću. Galije su se koristile u manjem opsegu sve do pojave parnog pogona, kad su potpuno izbačene iz uporabe.

## Antičke galije

### Prve galije
Galije su prelazile preko Mediterana od oko 3000. pr. Kr. Feničani i Grci gradili su i plovili prvim poznatim brodovima na Mediteranu: trgovačkim plovilima opremljenima četvrtastim jedrima. Prva ratna plovila, opisana u Homerovim djelima i prikazana na crtežima, imala su jedan red veslača duž svake strane (zajedno s veslima) kako bi omogućila brzinu i upravljanje.
Rani mornari imali su malo navigacijskih oruđa. Većina antičkog i srednjovjekovnog brodovlja zadržavalo se u vidokrugu obale zbog lakoće navigacije, dostupnosti trgovačkih prilika, te uporabi obalnih struja i vjetrova koji su se mogli koristiti protiv okolnih prevladavajućih vjetrova. Za razliku od brodova s jedrima, galijama je bila važnija plovidba blizu obale jer su često trebale opskrbu pitkom vodom za svoje velike posade, a bile su i mnogo ranjivije tijekom oluja. Nasuprot brodovima s jedrima, galije su mogle koristiti malene uvale i plaže kao luke, ploviti uzvodno uz rijeke, djelovati u vodama dubokima samo jedan metar, te su mogle biti nošene preko kopna kako bi se porinule na jezerima ili ostalim dijelovima mora. To ih je učinlo pogodnima za pokretanje napada na kopnu. U antici je najpoznatija prevlaka za prijenos bio Korintski diolkos. Najkasnije 429. pr. Kr. (Tukidid 2.56.2), ali vjerojatno i ranije (Herodot 6.48.2, 7.21.2, 7.97), galije su prilagođene za prijevoz konja koji su pružali konjaničku podršku trupama koje su se također iskrcavale s galija.
Kompas se nije koristio u navigaciji sve do 13. stoljeća, a sekstanti, oktanti, pouzdani pomorski kronometri i matematika potrebna za određivanje geografske dužine i širine razvijeni su mnogo kasnije. Antički moreplovci orijentirali su se prema suncu i prevladavajućim vjetrovima. Do prvog tisućljeća prije Krista počeli su koristiti zvijezde za navigaciju noću. Do 500. pr. Kr. posjedovali su zvukovno olovo (Herodot 2.5).
Kako su se brodovi pridržavali obale i probijali kroz arhipelage radije nego riskirajući otvoreno more, morali su biti dizajnirani za upravljanje. Gomila vesala osiguravala je rukovođenje i pouzdano pokretanje.

### Pentekonteri
Razvoj ovna oko 800. pr. Kr. promijenio je prirodu pomorskog ratovanja, koje se dotad sastojalo od iskrcavanja na suprotni brod i na borbu prsa o prsa. Sadašnji mnogo pokretljiviji brodovi mogli su učiniti sporije brodove beskorisnima probijajući im bokove. Nije sigurno poznato jesu li pobjednici pomorskih bitaka obično potapali svoje protivnike, jer ista grčka riječ može značiti "potopljen" ili "natopljen", a sačuvana izvješća govore kako su pobjedničke galije teglile poraženi brod iz bitke. Nekoliko arheoloških ostataka potopljenih brodova, nasuprot mnogim galijama u uporabi, prema pisanjima suvremenika sugerira da pobjednici nisu obično potapali poražene. Najpoznatiji dio galije koji je sačuvan u moru, iz antike, je Atlitov brončani ovan. Jedini drugi dijelovi antičkih galija koji su sačuvani jesu dijelovi dvije punske bireme blizu zapadne Sicilije. Procjenjuje se da su ove punske galije bile 35 metara duge i 4,80 metara široke s istisninom od 120 tona. Ove bireme imaju dokaz lako slomivog uperenog ovna koji više nalikuje asirskim crtežima nego Atlitovom ovnu. Ovaj tip ovna možda je bio dizajniran da se odlomi kako bi zaštitio probijajuće plovilo od oštećivanja samog sebe.
Galije su izvlačene iz vode kad god je to bilo moguće kako bi ostale suhe, lagane i brze i slobodne od crva, truljenja i morske trave. Galije su obično prezimile u brodskim hangarima koji su ostavili naročite arheološke ostatke. Postoje dokazi da su hale punskih olupina bile obložene olovom.
Građenje učinkovite galije predstavljalo je velike tehničke probleme. Brod koji putuje velikom brzinom stvara pramčani val i troši značajnu energiju penjući se tim valom umjesto da povećava svoju brzinu. Što je dulji brod, to brže može ploviti prije nego što ga ovaj učinak spriječi, no dostupna tehnologija na antičkom Mediteranu otežavala je konstrukciju dugih brodova. Kroz proces pokušaja i pogreški monorema — galija s jednim redom veslača na svakoj strani — dosegla je vrhunac svog razvoja s pentekonterom dugim oko 38 m i koji je imao po 25 veslača na svakoj strani. Povjesničari vjeruju da je mogla dostići brzinu od oko 9 čvorova (18 km/h), samo oprilike čvor sporije od modernih trkaćih veslačkih brodova. Kako bi očuvala snagu tako duge lađe napeti kabeli su razapeti od pramca do krme; to je osiguralo krutost bez dodavanja težine. Ova tehnika je također držala zglobove trupa pod pritiskom – zategnutijima i vodootpornijima. Napetost kod modernih replika trireme pokazuje da su protupregibni kabeli razvijali silu od 300 kilonjutna (Morrison str. 198).

### Bireme i trireme
Oko 7. i 6. stoljeća prije Krista dizajn galija se promijenio. Brodograditelji, vjerojatno Feničani (pomorski narod koji je živio na južnim i istočnim obalama Mediterana), dodali su drugi red vesala iznad prvog stvorivši bieru ili biremu (ovi termini vjerojatno se nisu koristili u to vrijeme). Ideja je imitirana diljem Mediterana. Ubrzo zatim dodan je i treći red, dodavanjem produženja trupu bireme. Ove nove galije postale su poznatije pod imenom trieres ("tri reda") na grčkom; Rimljani su ovakav dizajn nazivali triremis (na hrvatskom trirema). Podrijetlo ovakvih promjena ostaje nepoznato; Tukidid pripisuje otkriće brodograditelju Aminoklu iz Korinta oko 700. pr. Kr., dok neki učenjaci odbacuju ovo vjerovanje i predlažu da je dizajn nastao u Feniciji. Herodot (484. - 425. pr. Kr.) navodi prvo spominjanje trirema u akciji: on spominje da je Polikrat, tirant sa Samosa od 535. pr. Kr. do 515. pr. Kr., posjedovao trireme u svojoj floti 539. pr. Kr.
Početkom 5. stoljeća pr. Kr. gradovi-države u Grčkoj i ekspanzionističko Perzijsko Carstvo pod Darijem (vladao 521. – 485. pr. Kr.) i Kserksom (vladao 485. – 465. pr. Kr.) došli su u sukob.
Perzijanci su unajmili brodove od svojih feničkih satrapija. Atenjani su porazili prvu napadačku silu na kopnu u bitki na Maratonu 490. pr. Kr. ali su uvidjeli da su kopnene bitke protiv nadbrojnijih Perzijanaca dugoročno beznadne. Kada su stigle vijesti da je Kserkso počeo okupljati ogromnu napadačku silu u Maloj Aziji, grčki su gradovi povećali svoje ratne mornarice: 482. pr. Kr. atenski vođa Temistoklo započeo je program izgradnje 200 trirema. Projekt je doživio značajan uspjeh, jer se govori kako se 150 atenskih trirema borilo u bitki kod Salamine 480. pr. Kr. i ondje sudjelovalo u porazu Kserksove invazijske mornarice.
Trireme su se borile u pomorskim bitkama tijekom Peloponeskih ratova (431. – 404. pr. Kr.), uključujući bitku kod Egospotama 405. pr. Kr. kojim su Sparta i njene saveznice zapečatile poraz Atenskog Carstva.

### Kvinkvereme i polireme
Za veslanje na brodovima koji su se koristili u vrijeme Peloponeskih ratova bila je potrebna poprilična vještina, a nije bilo ni dovoljno vještih veslača koji bi snabdjevali velik broj trirema u 4. stoljeću pr. Kr. Potraga za dizajnom u kojem bi veslači mogli koristiti snagu svojih mišića umjesto vještine navela je Dionizija iz Sirakuze (vladao 405. – 367. pr. Kr.) da sagradi tetreres (kvadriremu) i penteres (kvinkveremu).
Prema modernim povjesničarima brojevi koji su se koristili na tim velikim galijama brojili su broj redova ljudi sa svake strane, a ne brojeve veslača. Stoga su kvadrireme imale tri moguća dizajna: jedan red vesala s četiri čovjeka na svakom veslu, dva reda vesala s dva čovjeka na svakom veslu ili tri reda vesala s dva čovjeka koji su povlačili vrhove vesala sa svake strane. Vjerojatno su postojale galije sa sva tri dizajna. Učenjaci vjeruju da su kvinkvereme imale tri reda vesala s dva čovjeka koja su vukla na svakom kraju dva vesla.
Uz promjenu dizajna galije došlo je i do povećanog pouzdanja u taktiku poput iskrcavanja i korištenja ratnih brodova kao platformi za topništvo. U ratovima dijadoha (322. – 281. pr. Kr.), nasljednici carstva Aleksandra Velikog sagradili su značajno brže i veće galije. Makedonija je 340. pr. Kr. gradila seksireme (vjerojatno s dva čovjeka na svakom od tri vesla), a 315. pr. Kr. septireme koje su djelovale u bitki kod Salamine na Cipru (306. pr. Kr.). Demetrije I. Makedonski (vladao 294. – 288. pr. Kr.) vodio je pomorski rat protiv Ptolomeja Egipatskog (vladao 323. – 283. pr. Kr.), pa je u tu svrhu gradio osmerce (okteres), deveterce, deseterce, dvanaesterce i konačno šesnaesterce. Kasniji Ptolomeji nastavili su ovaj trend proširenja, stvorivši dvadeseterce i trideseterce, a tijekom vladavine Ptolomeja IV. i četrdeseterac dug preko 120 metara koji je vjerojatno služio kao izložbeni primjerak. Prema detaljnom opisu četrdeseterca, brod je imao dvije prove i dvije krme, pa je taj opis uz ostale dokaze doveo do vjerovanja da je četrdeseterac, a vjerojatno i dvadeseterac i trideseterac, bio konstruiran poput ogromnog katamarana s dovoljno prostora između trupova kako bi veslači u sredini mogli djelovati. Paluba iznad njih, prostirući se na dva trupa, mogla je prihvatiti par tisuća marinaca.
Političko ujedinjenje čitavog Sredozemnog mora koje je došlo s Rimskim Carstvom smanjilo je potrebu za ratnim brodovima. Do 79. godine rimska mornarica vjerojatno u službi nije imala ništa veće od kvadrireme, jer je Plinije Stariji, zapovjednik flote, istražio erupciju Vezuva u kvadriremi (Plinije Mlađi 6,16) koja je vjerojatno bila njegov zastavni brod i najveća klasa plovila u floti. Zadnje spominjanje trireme nalazimo, kod Zosima, 324. godine kada je Konstantinov sin Krisp porazio Licinija u bitki kod Helesponta: navodno je 80 30 plovila na vesla porazilo 200 trirema (Morrisson str. 8 daje netočnu godinu). Galije s dva niza vesala bile su poznate u 9. i 12. stoljeću ali se kontinuitet razvoja kroz srednji vijek ne može pronaći. Brodovi u antičkom svijetu, vjerojatno uključujući galije, konstruirali su prvo oplatu, dok su okvir umetali kasnije. Srednjovjekovni brodovi, uključujući galije, prvo su konstruirali okvir. 

## Srednjovjekovne galije

### Tehnički opisi srednjovjekovnih galija
Najraniji tehnički opis galije nalazi se kod Karla I. od Sicilije 1275. godine. Sveukupna dužina bila je 39,3 m, duljina kobilice 28,03 m, a dubina 2,08 m. Širina trupa bila je 3,67 m. Širina između outriggera bila 4,45 m. 108 vesala, većinom 6,81 m duga, neka 7,86 m, 2 kormila duga 6,03 m. Prednji jarbol i srednji jarbol imali su visinu od 16,08 m, odnosno 11 m: opseg oba bio je 0,79 m, duljina stovarišta 26,72 m, 17,29 m. Sveukupna istisninska tonaža iznosila je približno 80 metričkih tona. Ovaj tip plovila imao je dva, kasnije tri, čovjeka na klupi, a svaki je imao svoje veslo. To je plovilo imalo mnogo veća vesla od atenske trireme koje su bile 4,41 m & 4,66 m dugačke. Atensko plovilo, otprilike iste veličine, bilo je raličito gotovo u svakom pogledu.
Srednjovjekovne galije poput ove predvodile su uporabu pomorskih topova, usmjereni prema naprijed kao dodatak kljunu iznad vodene crte dizajniranom da probije neprijateljski outrigger. Samo su tijekom 16. stoljeća brodovi koji su se nazivali galijama povećali broj ljudi na svakom veslu.
U bitki kod Lepanta 1571. standardne mletačke ratne galije dugačke 42 m i široke 5,1 m (6,7 m s veslačkim okvirom) imale su gaz od 1,7 m i nadvođe od 1 m, a prazne su težile oko 140 tona. Velike galije koje su bile zastavni brodovi (ili lanterne) dugački 46 m i široki 5,5 m (7,3 m s veslačkim okvirom) imale su gaz od 1,8 m i nadvođe od 1,1 m, a težile su oko 180 tona. Standardne galije imale su 24 veslačke klupe sa svake strane, a na svakoj su bila tri veslača. (Svaka klupa na objema stranama se mogla ukloniti kako bi napravila mjesta za platformu koja je prenosila male čamce i peć.) Posada se tipično sastojala od 10 časnika, oko 65 mornara, topnika i ostalog osoblja te 138 veslača. Lanterne su imale 27 klupa sa svake strane sa 156 veslača i posadu od 15 časnika i oko 105 ostalih mornara. Ove regularne galije nosile su jedan 50-funta težak top ili 32 funte tešku kulverinu na pramcu jednako kao i četiri lakša topa i četiri zakretna topa. Veće lanterne nosile su jedan težak top plus šest kulverina teških 12 i 6 funti te osam zakretnih topova.

### Preživjele galije
Pomorski muzej u Istanbulu sadrži galiju Kadirgu (turski "galija") koja potječe iz razdoblja vladavine Mehmeda IV. (1648. – 1687.). Ovaj je brod bio osobna sultanova galija koja je službovala sve do 1839. godine. Ona je vjerojatno jedina sačuvana galija na svijetu, doduše bez svojih jarbola. Duga je 37 m, široka 5,7 m, ima gaz od 2 m, teži oko 140 tona, te ima 48 vesala koje su pokretala 144 veslača.
Godine 1971. rekonstruiran je Real, zastavni brod Don Juana de Austria koji je sudjelovao u bitki kod Lepanta 1571. Nalazi se u Museu Marítim u Barceloni. Brod je dug 60 m i širok 6,2 m, ima gaz od 2,1 m, prazan teži 239 tona, pokretali su ga 290 veslača, te je prenosio 400 članova posade i vojnika koji su se borili kod Lepanta. Ova je galija bila sadržajno veća od tipičnih galija toga vremena.

### Srednjovjekovne trgovačke galije
U 14. i 15. stoljeću trgovačke galije trgovale su s visokocijenjenim dobrima i prevozile su putnike. Glavni putovi bili su hodočasnički promet u Svetu Zemlju, oko Mediterana, između Sredozemnog i Crnog mora, između Mediterana, Bruggea i Southamptona. Iako su to prvenstveno bila plovila s jedrima, ona su koristili vesla za ulazak i izlazak iz mnogih trgovačkih luka. Godine 1447., primjerice, firentinske galije planirale su povezati 14 luka na svom putu do Aleksandrije (Pryor str. 57). Postojanje vesala omogućavalo je tim brodovima plovidbu blizu obale gdje su mogli iskorištavati kopnene i morske povjetarce i obalne struje kako bi sigurnije i relativno brže putovali putovali protiv prevladavajućih vjetrova. Ogromne posade također su osiguravale zaštitu protiv piratstva. Ovi su brodovi bili vrlo plovni; firentinska velika galija koja je napustila Southampton 23. siječnja 1430. vratila se u svoju luku u Pisi nakon 32 dana. One su bile toliko sigurne da roba na njima često nije bila osigurana (Mallet). Ovim se brodovima tijekom ovog razdoblja veličina povećavala, te su postali obrazac prema kojem su razvijeni galijasi.

## Galije u sjevernoj Europi
Za razliku od antičkih mediteranskih galija, na području sjeverne Europe postoje dobri arheološki dokazi srednjovjekovnih sjevernih galija pronađeni na brodskim grobljima. Najzapanjujući nalaz je brod Gokstad. Razvoj vikinških dugih brodova i knarrova, srednjovjekovnih sjevernoeuropskih galija, klinasto građenih, bio je popraćen uporabom četvrtastih vesala i redova vesala, te su izgledali vrlo nalik svojim nordijskim prethodnicima.
U vodama zapadno od Škotske između 1263. i 1500. Škotski plemići (Gospodari Otoka) koristili su galije za ratovanje i prijevoz oko svojih pomorskih posjeda u koje su spadali zapadna obala Škotskog pobrđa, Hebridi, te Antrim u Irskoj. Oni su koristili ove brodove u pomorskim bitkama i tijekom napada na dvorce i utvrde sagrađene uz more. Kao feudalni seniori, Gospodari Otoka tražili su u službu određen broj i veličinu galija od svakog zemljoposjednika. Primjerice, otok Man je trebao osigurati šest galija s 26 vesala, a Sleat u Skyeu trebao je osigurati jednu galiju s 18 vesala.
Urezani prikazi galija na nadgrobnim spomenicima od 1350. pa nadalje pokazuju konstrukciju takvih brodova. Od 14. stoljeća napušta se okretno veslo koje zamjenjuje krmeno kormilo s prikladnim ravnim kormilom. Iz dokumenta iz 1624. sama galija je imala 18 do 24 vesala, birlinn 12 do 18 vesala, a limfada nekoliko manje.

## Galijas
Galeas ili "galijas" (poznat u Turskoj pod nazivom "mahon") razvio se iz velikih trgovačkih galija.
Pretvoreni za vojnu uporabu galijasi su bili viši i veći od običnih ("lakih") galija. Imali su do 32 vesala a na svakom su veslala petorica veslača. Obično su imali tri jarbola te pramčanu i krmenu kućicu. Mnogo je truda uloženo u Mlecima kako bi se ovi galijasi učinili što bržima kako bi se mogli natjecati s običnim galijama. Topnička paluba obično je prolazila ponad veslačkih glava, ali neke slike pokazuju i suprotan raspored.
Galijasi su obično imali više jedra od pravih galija, te su bili mnogo smrtonosniji; galija uhvaćena na boku bila je potpuno bespomoćna, dok je bočno prilaženje galijasu, kao i linijskome brodu, izložilo napadača topovskoj vatri s galijasa. Galijasi su predstavljali primjer umjerenog tipa između galije i pravog man-of-wara. Unatoč tome sagrađeno je relativno malo galijasa — jedan nedostatak bilo je, jer su se oslanjali na jedra, nemogućnost zajamčivanja položaja broda ispred linije galije — koji su se ipak koristili u bitki kod Lepanta (7. listopada 1571.). Njihova je vatrena moć pomogla u pobjeđivanju kršćanske mornarice, a nekoliko uspješnih plovnih galijasa bili su u sastavu Španjolske armade 1588. (npr. La Girona).
Na Mediteranu s plićim vodama te manje opasnim vremenom i nestalnim vjetrovima, galijasi i galije nastavili su se koristiti posebice u Mlecima i Turskoj dugo vremena nakon što su drugdje postali zastarjelima. Kasnije su "kružne brodove" i galijase zamijenili galijuni i linijski brodovi koji su nastali u sjevernoj Europi. Prvi mletački linijski brod sagrađen je 1660.

## Galiote (galioti) i fuste
Galiote  ili galioti su se pojavili kao manji, lakši tipovi galija. Broj vesala ili zamašnjaka varirao je od 18 do 22 na svakoj strani, dok su veći primjerci imali dvadesetpet vesala sa svake strane.
Fusta je, slično, u svojoj biti bila malena galija—uski, laki, brzi brod s malenim gazom pokretan veslima i jedrom. Sa svake strane je imala 12 do 15 dvosjednih veslačkih klupa, te jedan jarbol s latinskim (trokutastim) jedrom. Fusta je bila omiljeni brod sjevernoafričkih korsara iz Saléa i s Berberske obale. Njezina brzina, pokretnost i sposobnost da plovi bez vjetra, te mogućnost da djeluje u plitkim vodama učinile su je idealnim plovilom za ratovanje i gusarenje.

## Robovi na galijama
Nasuprot popularnom prikazu okovanih osuđenika prikazanih u filmovima poput Ben Hura, ne postoje dokazi da su antičke mornarice koristile osuđene kriminalce kao veslače.
Književni dokaz pokazuje da su grčke i rimske mornarice općenito davale prednost slobodnim ljudima na svojim galijama. Robovi su stavljeni za vesla samo u izuzetnim okolnostima. U nekim su slučajevima ovi robovi kasnije oslobođeni, dok su u drugim slučajevima započeli službu na brodu kao oslobođenici.
U ranim modernim vremenima postao je običaj među mediteranskim silama da osuđuju kriminalce na veslanje u ratnim državnim galijama, u početku samo u vrijeme rata. Robovi na galijama živjeli su u vrlo nezdravim uvjetima, te su mnogi umrli čak i kad su bili osuđeni na samo nekoliko godina, čak i kad su preživjeli brodolom ili izbjegli smrti u bitki.
Ratni zarobljenici često su se koristili kao robovi na galijama. Nekoliko poznatih povijesnih ličnosti služili su određeno vrijeme kao robovi na galijama nakon što ih je neprijatelj zarobio. Među njima bili su otomanski korsar i admiral Turgut Reis, malteški veliki meštar Jean Parisot de la Valette i autor Don Quijotea Miguel de Cervantes Saavedra.

## Posljednje galije
Opadanje uporabe galija bilo je jako dugotrajno, započevši prije razvitka topova te se polagano nastavilo stoljećima kasnije. Najranije 1304. godine tip broda kojeg je zahtijevala organizacija danske obrane promijenio se iz galije u kogu, brod s jedrima zaravnjenog dna (Bass str. 191). Veliki brodovi s jedrima s visokim palubama oduvijek su bili vrlo teška prepreka galijama. Do 413. pr. Kr. poražene trireme mogle su tražiti zaklon iza trgovačkih brodova (Tukidid (7, 41), Needham 4, pt 3, str. 693). Na Mediteranu opadanje korištenja galija započelo je oko 1595. – 1605. godine. To vrijeme odgovara jačanju nizozemskih i engleskih trgovaca. Njihovi su brodovi bili teško naoružani i opremljeni posadom, a zbog svoje plovnosti mogli su se natkecati istovremeno u trgovini i krađi, kao pirati. Mletačke galije mogle su se jedva nositi sa svojim gusarima tijekom ljeta, dok preko zime nisu mogle pružiti nikakav odgovor gusarenju (Tenenti).
Zbog svojeg niskog nadvođa i nedostatka spremišnih kapaciteta, ratne su galije obično bile nekako izdržjiva, priobalna plovila i plovila kratkog dosega. Kako se broj trgovačkih mornarica povećavao, galije, za otvorene vode i zimsko jedrenje, postale su beznačajne prije nego što su u bitkama postale zastarjele. Galijasi su se razvili u jedrenjake karake, a kasnije u mediteranske galijune. Galijuni sjeverne Europe razvijali su se usporedno iz brodova nalik kogi.
Tijekom kasnog 15. stoljeća započeo je razvoj bojnog broda, istinskog oceanskog ratnog broda koji je na sebi imao napredna jedra koja su omogućavala pričvršćivanje u vjetar, a bili su teško naoružani topovima. Bojni brod je naposljetku učinio galije zastarjelima osim u operacijama blizu obale tijekom mirnog vremena. Galije su već postale beskorisne do kraja 17. stoljeća kada je kapetan Kidd odabrao ovaj dizajn za svoj osobni brod Adventure Galley.
Galije su ostale glavna sastavnica sjevernoafričkih korsarskih flota, te su nastavile igrati značajnu ulogu na Mediteranu sve do 18. stoljeća. Jedan od zadnjeg pojavljivanja galija u mediteranskoj bitki bilo je u bitki kod Chesme 1770. godine; galije su zapinjale u plitkom Baltičkom moru, a sudjelovale su u Rusko-švedskom ratu 1790. god. Galije su bezuspješno koristili Malteški vitezovi tijekom Napoleonove opsade Valette 1798. godine.
U Americi galije su se koristile u bitki kod otoka Valcour 1776. godine. Također su ih tijekom američkog rata za neovisnost koristili kitolovci koji su sa svojim brodovima u gusarskim akcijama napadali britansko brodovlje duž američke obale. Ove napadačke družbe bile su korisne u opskrbi kontinentalne vojske s mnogim toliko potrebnim namirnicama.

## Pojavljivanje u modernim medijima
Galije su se pojavile u seriji strateških igara Ensemble Studija, Age of Empires. Galije su korištene kao ratni brodovi u Age of Empires, s dodatkom Vatrenih galija (Fire Galleys) u The Rise of Rome, te kao jedinstven otomanski ratni brod u Age of Empires III. Također se ovi brodovi pojavljuju u seriji igara Civilization, posebice trireme u Civilizationu (I) i galije u Civilizationu III.

## Vanjske poveznice
- John F. Guilmartin, "The Tactics of the Battle of Lepanto Clarified: The Impact of Social, Economic, and Political Factors on Sixteenth Century Galley Warfare". Vrlo detaljna rasprava o galijskom ratovanju u bitki kod Lepanta (engl.)
- Galija Hrvatska tehnička enciklopedija, portal hrvatske tehničke baštine. LZMK

### Ostali projekti
|  | Zajednički poslužitelj ima još gradiva o temi Galije |